# Maxwell Durtschi

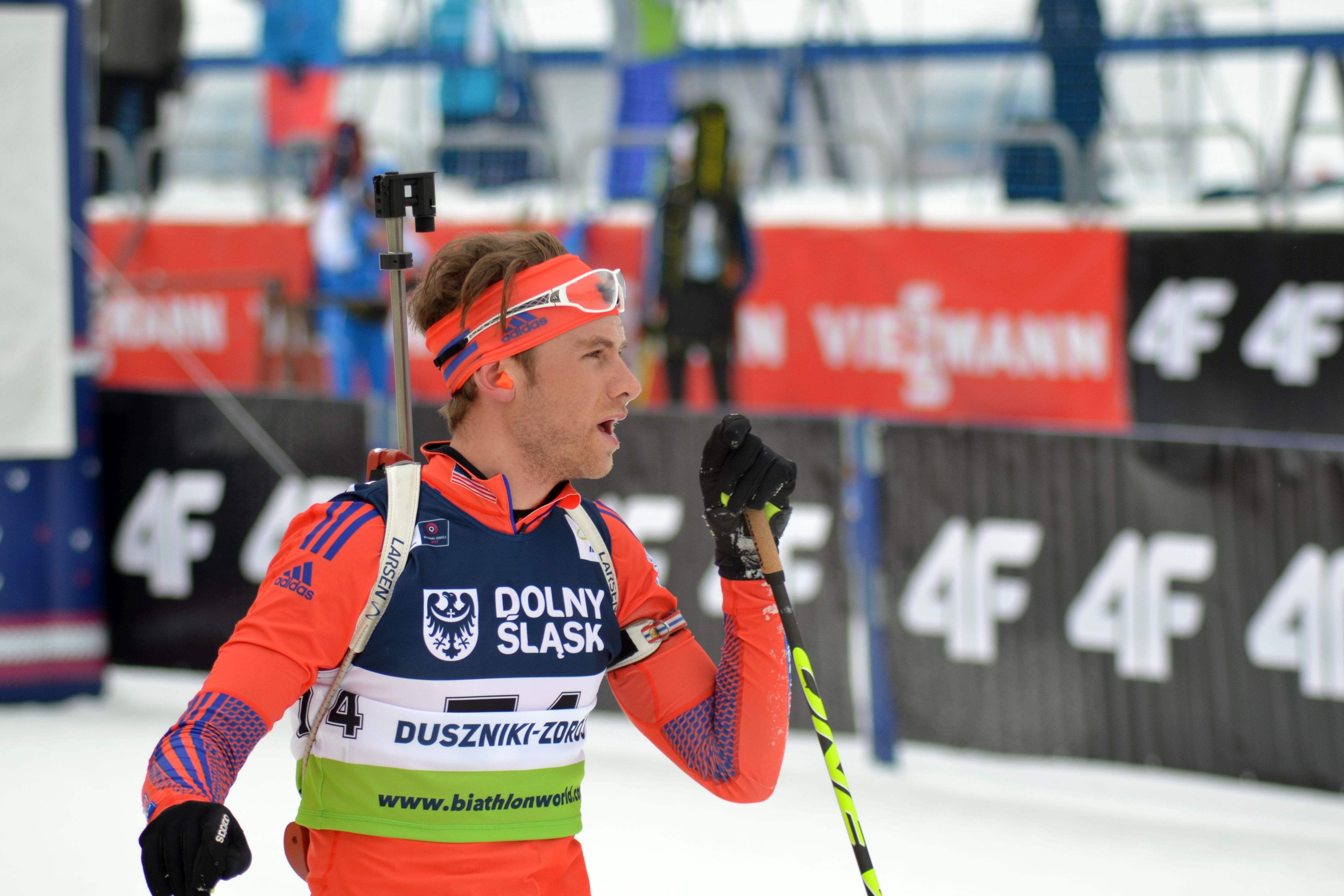
Max Durtschi bei den Biathlon-Europameisterschaften 2017

Maxwell Stuart „Max“ Durtschi (* 26. Mai 1991 in Ketchum) ist ein US-amerikanischer Straßenradrennfahrer, Biathlet und Skilangläufer.
Maxwell Durtschi wurde 2009 in Bend US-amerikanischer Meister im Straßenrennen der Juniorenklasse. 2011 fuhr er für das Chipotle Development Team, ein Farmteam des US-amerikanischen UCI ProTeams Garmin-Cervélo. In der Saison 2013 ging er bis August für das Leopard-Trek Continental Team an den Start.
Im Biathlonsport hat Durtschi einige Erfolge vorzuweisen. In der Saison 2015/16 startete er in Canmore erstmals im Biathlon-Weltcup und belegte bei fünf Schießfehler den 84. Platz im Sprint. Besonders seit der Saison 2018/19 kam er vermehrt zum Einsatz und verbesserte seine Bestleistung bis auf einen 62. Platz in einem Sprintrennen in Antholz, womit er nur um zwei Ränge die Verfolgung verpasste. Die ersten internationalen Meisterschaften wurden die Biathlon-Europameisterschaften 2017 in Duszniki-Zdrój, wo Durtschi unter anderem 62. des Einzels und 14. mit der Mixed-Staffel wurde. Ein Jahr später wurde er in Ridnaun 56. des Einzels. 2019 folgten in Minsk mit Platz 29 im Sprint und 44 in der Verfolgung wiederum bessere Resultate. Bisheriger Karrierehöhepunkt wurde die Teilnahme an den Biathlon-Weltmeisterschaften 2019 in Östersund. Im Schweden erreichte Durtschi im Sprint den 93. Platz, mit Leif Nordgren, Jake Brown und Alex Howe in der US-amerikanischen Staffel wurde er 19.
Bevor Durtschi Mitte der 2010er Jahre zum Biathlonsport wechselte, war er im Winter im Skilanglauf aktiv. Hier nahm er zwischen 2008 und 2010 ausschließlich an FIS-Rennen, der US Super Tour sowie dem Skilanglauf Nor-Am Cup teil, ohne jedoch nennenswerte Ergebnisse zu erzielen.

## Biathlon-Weltcup-Platzierungen
Die Tabelle zeigt alle Platzierungen (je nach Austragungsjahr einschließlich Olympische Spiele und Weltmeisterschaften).
- 1.–3. Platz: Anzahl der Podiumsplatzierungen
- Top 10: Anzahl der Platzierungen unter den ersten zehn (einschließlich Podium)
- Punkteränge: Anzahl der Platzierungen innerhalb der Punkteränge (einschließlich Podium und Top 10)
- Starts: Anzahl gelaufener Rennen in der jeweiligen Disziplin
- Staffel: inklusive Mixed- und Single-Mixed-Staffeln

| Platzierung              | Einzel | Sprint | Verfolgung | Massenstart | Staffel | Gesamt |
| ------------------------ | ------ | ------ | ---------- | ----------- | ------- | ------ |
| 1. Platz                 |        |        |            |             |         |        |
| 2. Platz                 |        |        |            |             |         |        |
| 3. Platz                 |        |        |            |             |         |        |
| Top 10                   |        |        |            |             |         |        |
| Punkteränge              |        |        |            |             | 6       | 6      |
| Starts                   | 2      | 6      |            |             | 6       | 14     |
| Stand: 31. Dezember 2021 |        |        |            |             |         |        |

## Erfolge
2009
- US-amerikanischer Meister – Straßenrennen (Junioren)

## Teams
- 2011 Chipotle Development Team
- 2013 Leopard-Trek Continental Team